# Derivació cardiopulmonar
La derivació cardiopulmonar o bypass cardiopulmonar (BCP) és una tècnica que suplanta temporalment la funció del cor i els pulmons durant una cirurgia, mantenint la circulació de la sang i la presència d'oxigen en el cos. La pròpia bomba amb la qual es realitza aquesta tècnica és amb freqüència anomenada màquina de cor-pulmó o "la bomba". El BCP és una forma de circulació extracorpòria.
La circulació extracorpòria (CEC) és una especialitat de la medicina i tots els cirurgians cardiovasculars han de conèixer la tècnica. És necessari per a la realització de la tècnica un curs específic. Tot professional que treballa en la CEC ha de tenir un títol universitari en el camp de la Salut, com és la infermeria i que s'han especialitzat en circulació extracorpòria. El professional que opera la màquina cor pulmó és anomenat perfusionista.

## Ús
La derivació cardiopulmonar és comunament usat en cirurgies cardíaques a causa de la dificultat d'operar un cor bategant. Ja que aquestes operacions requereixen obrir les càmeres del cor, és necessari l'ús del BCP per poder mantenir la circulació durant la cirurgia.
El BCP pot ser usat per induir totalment la hipotèrmia corporal, un estat en el qual el cos pot ser mantingut per 45 minuts sense perfusió (flux de sang). Si el flux de sang és aturat a la temperatura normal del cos, normalment arriba un dany cerebral permanent dins de tres a quatre minuts; poc després pot arribar la mort.

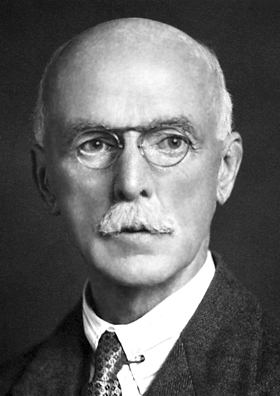
Arthur Harden, co-descobridor de la NAD.

L'oxigenació de la membrana extracorpòria (OMEC) és una forma simplificada del BCP de vegades usat com a suport de vida per a nounats amb seriosos defectes de naixement, o per oxigenar i mantenir recipients per a trasplantament d'òrgans fins que els nous òrgans puguin ser oposats.
El BCP oxigena i fa circular mecànicament la sang del cos mentre passa pel cor i els pulmons. Para això, utilitza una màquina de cor-pulmó per mantenir la perfusió cap a altres òrgans i teixits del cos mentre el cirurgià treballa en una àrea quirúrgica sense sang. El cirurgià col·loca una cànula en l'aurícula dreta vena cava o vena femoral per retirar la sang del cos i aquesta es connecta a la canonada plena amb una solució de cristal·loides isotònics. La sang venosa extreta del cos és filtrada, refredada o escalfada, oxigenada, i després retornada al cos en una altra cànula generalment inserida en l'aorta ascendent, encara que també pot ser inserida en l'artèria femoral. Al pacient se li administra heparina per prevenir la coagulació i després se li dona sulfat de protamina per revertir els efectes de l'heparina. Durant tot el procediment del BCP, el pacient es troba en estat d'hipotèrmia, mantenint la sang freda i la temperatura corporal entre els 28 °C i 32 °C (82.4–89.6 °F). La sang refredada torna lent el metabolisme basal; decreixent la seva demanda d'oxigen, aquesta normalment té una gran viscositat, però la solució de cristal·loides utilitzada per aplicar la canonada del bypass fa que es dilueixi.

### Procediments en els quals és emprat
- Cirurgia de derivació de l'artèria coronària
- Reparació i/o reemplaçament de les vàlvules cardíaques; vàlvula aorta, vàlvula mitral, vàlvula tricúspide, vàlvula pulmónica.
- Reparació de grans defectes del septe, com a comunicació interauricular i comunicació intervertricular.
- Reparació i/o pal·liació de defectes congènits del cor: Tetralogia de Fallot, Transposició dels grans vasos.
- Trasplantaments: Trasplantament de cor, de pulmó, i de cor-pulmó.
- Reparació de grans aneurismes: aneurisma d'aorta, aneurisma cerebral.
- Tromboendoarterectomia Pulmonar. * Trombectomia pulmonar

## Història

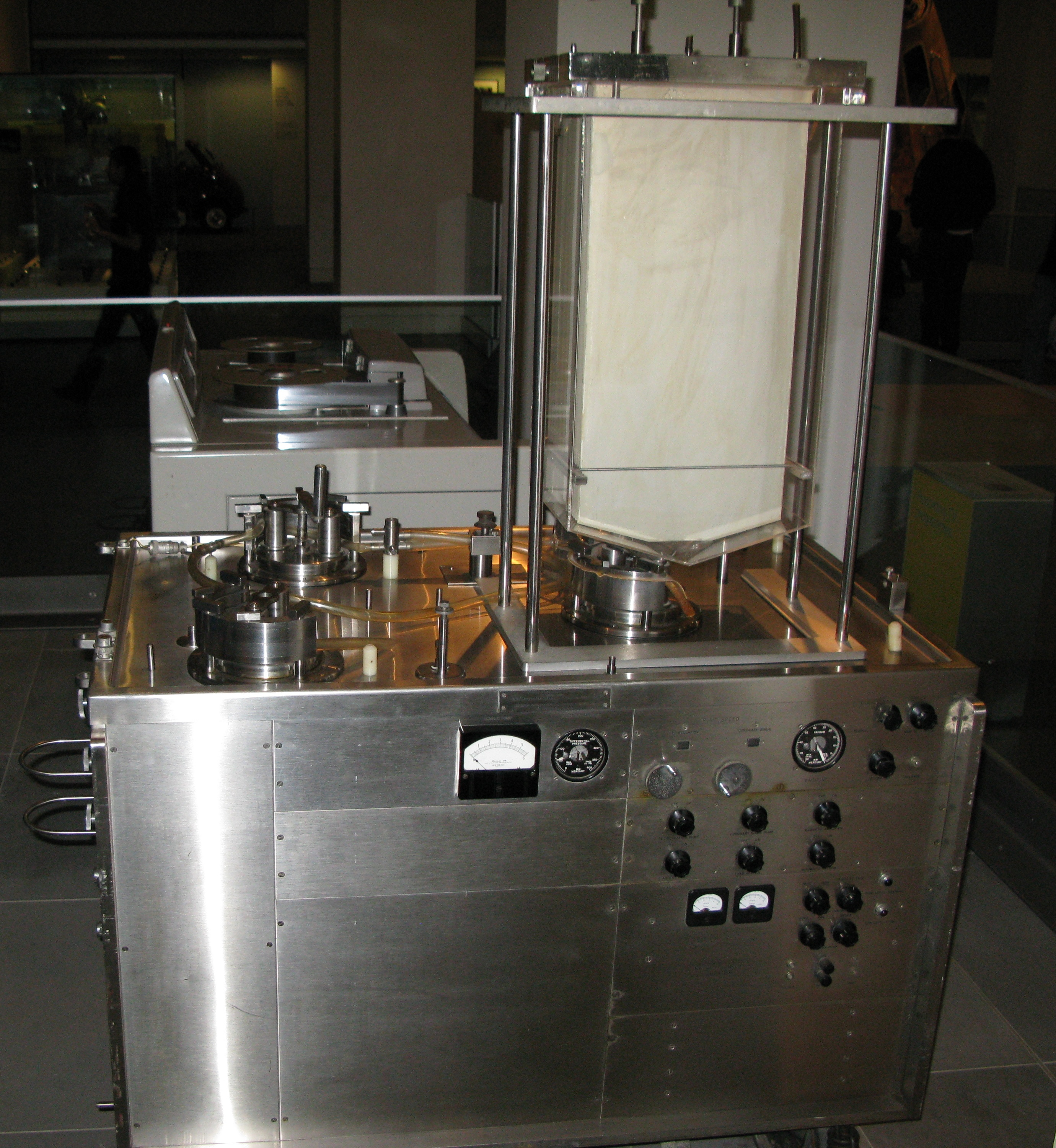
Una màquina de cor pulmó de l'any 1958.

El Dr. Clarence Dennis va dirigir l'equip que va conduir la primera operació coneguda que va involucrar una cardiotomia oberta amb un reemplaçament mecànic i temporal de les funcions tant del cor com dels pulmons, el 5 d'abril de 1951 a l'hospital de la Universitat de Minnesota.
El pacient no va sobreviure a causa d'un inesperat i complex defecte congènit del cor. A això li van seguir quatre anys d'experimentació de laboratori amb gossos amb una unitat anomenada el '' Cor de ferro ''. El primer procediment de cor obert reeixit realitzat sobre un humà usant la màquina de cor pulmó va ser realitzat per [[John Gibbon]] el 6 de maig de 1953 a l'hospital de la Universitat Thomas Jefferson a Filadèlfia, qui va reparar una comunicació interauricular d'una dona de 18 anys. L'oxigenador va ser conceptualitzat per primera vegada al segle xvii per Robert Hooke i va evolucionar en pràctics oxigenadors extracorporis pels psicòlegs experimentals francesos i alemanys al segle xix. La bombolla dels oxigenadors de la qual no té una barrera que intervé entre la sang i l'oxigen són anomenats oxigenadors ‘de contacte directe’. La membrana dels oxigenadors introdueix una membrana de gas permeable entre la sang i l'oxigen que disminueix el trauma de sang causat pels oxigenadors de contacte directe. Molt del treball realitzat des de la dècada de 1960 es va enfocar en superar l'impediment de l'intercanvi de gas de la barrera de membrana, que permet el desenvolupament d'oxigenadors amb microporus de fibra buida d'alt rendiment que eventualment van reemplaçar els oxigenadors de contacte directe en les intervencions cardíaques.

## Components
La derivació cardiopulmonar consisteix en dues unitats funcionals principals: la bomba i el oxigenador, el qual retira la sang desproveïda d'oxigen del cos del pacient i la reemplaça amb sang rica en oxigen a través d'una sèrie de mànegues.

### Canonada
Els components de la màquina de derivació cardiopulmonar estan interconnectats per una sèrie de tubs fets de goma de silicona o PVC.

### Bombes

#### Bomba de corró
La consola de la bomba normalment consta de diverses bombes giratòries impulsades per motor que peristàlticament fan massatges a la canonada, el que impulsa acuradament la sang a través de la mateixa. Aquesta es denomina normalment "bomba de corró" o bomba peristàltica.

### Bomba centrífuga
Molts circuits del BCP fan servir actualment una bomba centrífuga per al manteniment i control del flux sanguini durant el BCP. El flux sanguini es produeix a causa una força centrífuga mitjançant l'alteració de la velocitat de gir (Revolucions Per Minut) del cap de la bomba. Aquesta acció es considera més favorable que la realitzada per la bomba de corró, ja que es pensa que produeix menys mal a la sang, com hemòlisi, etc

### Oxigenador
L'oxigenador s'encarrega de la transferència d'oxigen a la sang que flueix cap al cos i retirar diòxid de carboni de la sang venosa. La cirurgia cardíaca va ser possible gràcies al BCP que empra oxigenadors de bombolla, els quals han estat substituïts per oxigenadors de membrana des dels anys 80. Un altre tipus d'oxigenador que ha guanyat fama recentment és l'oxigenador de sang cobert d'heparina, el qual es creu que produeix menys inflamació sistèmica i disminueix la propensió de la sang a coagular en el circuit del BCP.

### Cànules
Múltiples cànules són posteriorment cosides dins del cos del pacient en una varietat de llocs, depenent del tipus de cirurgia que es practiqui. Una cànula venosa retira la sang desproveïda d'oxigen del cos del pacient, mentre que una cànula arterial cosida dins el cor del pacient és emprada per infondre sang rica en oxigen. Una cànula de cardioplegia és cosida dins del cor per proporcionar una solució de cardioplegia que causi que el cor deixi de bategar.
| Venosa         | Arterial                                               | Cardioplegia                                             |
| -------------- | ------------------------------------------------------ | -------------------------------------------------------- |
| Aurícula dreta | Aorta proximal, distal a l'abraçadora aòrtica en creu. | Aorta proximal, proximal a l'abraçadora aòrtica en creu. |
| Venes caves    | Artèria femoral                                        | Sinus coronari (lliurament retrògat)                     |
| Vena femoral   | Artèria axil·lar                                       | Ostia coronàries                                         |
| Aorta distal   | Empelts de bypass (durant el CABG)                     |                                                          |
| Vèrtex del cor |                                                        |                                                          |

### Cardioplegia
Un circuit de BCP consisteix en un circuit sistemàtic per oxigenar la sang i reinfundir-la en el cos del pacient (evitant el cor); i un circuit separat per infondre una solució dins del mateix cor del pacient per produir una cardioplegia, és a dir, fer que el cor deixi de bategar, i proveir protecció del miocardi (prevenir la mort de teixits del cor).

## Operació
Un circuit de BCP ha de ser preparat amb fluid i tot l'aire expulsat abans de connectar-ho al cos del pacient. El circuit és encebat amb una solució de teràpia intravenosa i algunes vegades també són afegits productes sanguinis, hematies, plasma, etc. El pacient ha de ser totalment anticoagulat, habitualment amb heparina, per evitar així la coagulació massiva de la sang en el circuit.

## Complicacions
La derivació cardiopulmonar no està lliure d'errors i existeix un nombre de problemes associats:
- Síndrome de postperfusió
- Hemòlisi
- Síndrome capil·lar de la fuita
- Coagulació de sang en el circuit; pot bloquejar el circuit (particularment l'oxigenador) o infondre un coàgul dins del pacient.
- Embòlia d'aire
- Fuga; un pacient pot ràpidament patir una exanguinació (perdre perfusió de sang dels teixits) si una línia es desconnecta.

Com a conseqüència, el BCP només és emprat durant les moltes hores que pugui prendre una cirurgia cardíaca. La major part dels oxigenadors mostren una recomanació en la manufactura que aquestes pot únicament ser utilitzades durant un màxim de sis hores, però, algunes vegades són usades per més de deu hores, tenint cura d'assegurar que no es coaguli i s'aturi el treball. S'usa també un circuit ECMO (extracorporeal membrane oxygenation; oxigenació de la membrana extracorpòria) o VAD (ventricular assist device; dispositiu d'assistència ventricular), que pot romandre en operació durant més de 31 dies; tal com va passar en el cas Taiwanese, on va operar 16 dies, després dels quals el pacient va rebre un trasplantament de cor.